# Chandler Cunningham-South

a Compétitions nationales et continentales officielles uniquement.

b Matchs officiels uniquement.
Dernière mise à jour le 16 octobre 2024.
Chandler Cunningham-South, né le 18 mars 2003 à Sidcup (Angleterre), est un joueur international anglais de rugby à XV jouant aux postes de troisième ligne centre et troisième ligne aile aux Harlequins en Premiership depuis 2023.

## Biographie

### Jeunesse et formation
Chandler Cunningham-South naît le 18 mars 2003 à Sidcup, en Angleterre, puis sa famille déménage en Nouvelle-Zélande lorsqu'il a 4 ans. Celle-ci possède une exploitation agricole à Wellsford, au nord d'Auckland. Son père, Richard, l'entraîne lorsqu'il joue au Silverdale RFC. Il reçoit ensuite une bourse d'études pour étudier à la Westlake Boys High School (en). Il joue pour l'équipe des moins de 18 ans de North Harbour, les moins de 19 ans de Canterbury, puis l'université de Lincoln (en). Il s'est également entraîné avec les New Zealand Warriors, en rugby à XIII,.
En février 2022, il fait son retour dans son pays quand il rejoint le centre de formation des London Irish,.

### Carrière en club

#### Débuts aux London Irish (2022-2023)
Un mois seulement après son arrivée, Chandler Cunningham-South fait ses débuts professionnels avec sa nouvelle équipe en seconde partie de saison 2021-2022. En effet, le 29 mars 2022, il est titularisé dans un match de Coupe d'Angleterre face à Leicester,. Son équipe atteint ensuite la finale de cette compétition qu'elle perd cependant contre les Worcester Warriors. Cunningham-South ne participe pas à cette rencontre. Puis, il fait sa première apparition en Premiership fin mai 2022, lors de la 25e journée, contre Bath,. Pour sa première saison, à seulement 19 ans, il joue trois matchs toutes compétitions confondues.
La saison suivante, en 2022-2023, Chandler Cunningham-South se révèle et devient un joueur important de son équipe. Il joue notamment tous les matchs de la phase de poule de la Champions Cup. Il marque aussi le premier essai de sa carrière à l'occasion de la treizième journée de championnat, donnant la victoire aux siens qui s'imposent 29 à 20 face aux Saracens. Au total, il prend part à vingt-deux rencontres et marque trois essais. 

#### Transfert aux Harlequins (depuis 2023)
À la fin de cette première saison pleine, son club est suspendu de toutes compétitions pour insolvabilité financière. Il se retrouve ainsi sans club et s'engage donc avec les Harlequins à partir de la saison 2023-2024, tout comme deux autres de ses coéquipiers, Lovejoy Chawatama et Will Joseph,. Il joue son premier match avec les Quins en septembre 2023, lors de la deuxième journée de Coupe d'Angleterre contre Coventry. Il est titularisé au poste de troisième ligne centre dans un match nul 21-21.

### Carrière internationale

#### Équipe d'Angleterre des moins de 20 ans
Chandler Cunningham-South est sélectionné pour la première fois de sa carrière en équipe nationale en février 2022, lorsqu'il est appelé pour participer au Tournoi des Six Nations des moins de 20 ans 2022 avec l'équipe d'Angleterre des moins de 20 ans. Il fait ses débuts lors de la troisième journée contre le pays de Galles. Il joue ensuite les deux derniers matchs du tournoi face à l'Irlande et la France. L'Angleterre termine à la troisième place du tournoi. Quelques mois plus tard, en juin, il est sélectionné pour les Summer Series. Il y joue quatre matchs. 
L'année suivante, il est convoqué pour le Tournoi des Six Nations des moins de 20 ans 2023, où il joue trois matchs,. Il participe ensuite au Championnat du monde junior de la même année,, qui voit son pays éliminé en demi-finale par la France sur le score de 52 à 31. À cette période, il est considéré comme un joueur à fort potentiel et comme étant un futur prétendant au XV de la Rose.

#### XV de la Rose
Début janvier 2024, il est sélectionné pour la première fois en équipe d'Angleterre sénior, par Steve Borthwick, dans un groupe de trente-six joueurs pour le Tournoi des Six Nations 2024,. 

## Palmarès
- London Irish
  - Finaliste de la Coupe d'Angleterre en 2022